# Афиния Гемина Бебиана
Афиния Гемина Бебиана (на латински: Afinia Gemina Baebiana) е римска императрица – съпруга на римския император Требониан Гал, който управлява за кратко от 251 – 253.

## Биография
За живота ѝ не се знае почти нищо. Има две деца – Волусиан и Вибия Гала.
След като Требониан Гал е избран за импертор от войската през 251 г., Херения Етрусцила – вдовицата на император Деций, запазва почетната титла Августа, която Афиния Гемина Бебиана никога не получава. Не са отсечени и монети с образа ѝ.
Съпругът и синът на Афиния Гемина Бебиана са убити през 253 г.